# Суходол (Липецкая область)
Суходо́л — село Суходольского сельсовета Краснинского района Липецкой области.
Соединено автомобильными дорогами с селом Никольское и деревней Сотниковские Выселки.
По данным 1866 года — «сельцо владельческое Суходол (Дубовицкого), при пруде, 19 дворов». Название дано по местоположению в суходоле — большой балке без постоянного водотока . Здесь начинается небольшая степная речка — приток реки Палёнки.
Раньше село было центром Суходольского сельсовета, но позже (вероятно, в конце XX века) передало эти функции селу Решетово-Дуброво.
В селе находился одно из важнейших предприятий Краснинского района — СХПК «Красное поле».
Между сёлами Суходол и Никольское расположен Природный Парк Олений

## Население
| 2010 |
| ---- |
| 249  |

## Известные жители
В селе бывал великий русский писатель И. А. Бунин. Он написал в 1911 году одноимённую прозаическую поэму  «Суходол» о былой мрачной русской жизни в усадьбе этого села.

## Известные уроженцы
В селе родился Герой Советского Союза командир батальона В. А. Сапрыкин.